# Biblioteca de Cultura Artesana
La Biblioteca de Cultura Artesana és una biblioteca de Palma que depèn del Consell Insular de Mallorca. Comparteix seu amb la Biblioteca Lluís Alemany. Fou creada l'any 1928 per iniciativa de la Diputació Provincial de les Balears. Té la seu a l'edifici de la Misericòrdia, prop de la Rambla de Palma.
Té en els seus fons quatre col·leccions especials, l'Arxiu Antoni Mulet Gomila, l'Arxiu fotogràfic de Jeroni Juan i Tous, l'Arxiu Guillem Cabrer i la Col·lecció de projectes de Lluís Forteza-Rey i Forteza